# Brabourne
Brabourne es una parroquia civil del distrito de Ashford, en el condado de Kent (Inglaterra), y uno de los pueblos que se ubican dentro de su límite.

## Geografía
Según la Oficina Nacional de Estadística británica, Brabourne tiene una superficie de 14,76 km².

## Demografía
Según el censo de 2001, Brabourne tenía 1442 habitantes (49,03% varones, 50,97% mujeres) y una densidad de población de 97,7 hab/km². El 21,43% eran menores de 16 años, el 72,4% tenían entre 16 y 74 y el 6,17% eran mayores de 74. La media de edad era de 39,73 años. Del total de habitantes con 16 o más años, el 18,53% estaban solteros, el 68,49% casados y el 12,97% divorciados o viudos.
El 95,98% de los habitantes eran originarios del Reino Unido. El resto de países europeos englobaban al 1,18% de la población, mientras que el 2,84% había nacido en cualquier otro lugar. Según su grupo étnico, el 98,48% eran blancos, el 0,42% mestizos, el 0,42% asiáticos, el 0,21% negros, el 0,21% chinos y el 0,28% de cualquier otro. El cristianismo era profesado por el 77,16%, el budismo por el 0,28%, el hinduismo por el 0,21%, el judaísmo por el 0,35%, el islam por el 0,21%, el sijismo por el 0,21% y cualquier otra religión por el 0,76%. El 13,49% no eran religiosos y el 7,34% no marcaron ninguna opción en el censo.
712 habitantes eran económicamente activos, 696 de ellos (97,75%) empleados y 16 (2,25%) desempleados. Había 540 hogares con residentes, 6 vacíos y 4 eran alojamientos vacacionales o segundas residencias.